# Weronika Kruszelnicka
Weronika Kruszelnicka – polska inżynier, doktor habilitowany nauk inżynieryjno-technicznych.

## Życiorys
W 2017 r. ukończyła studia mechaniki i budowy maszyn na Uniwersytecie Technologiczno-Przyrodniczym im. Jana i Jędrzeja Śniadeckich w Bydgoszczy, w 2019 r. obroniła pracę doktorską pt. Analiza procesu wielotarczowego rozdrabniania biomasy w ujęciu energochłonności i emisji CO2, której promotorem był prof. Andrzej Tomporowski, w 2024 r. habilitowała się na podstawie pracy zatytułowanej 1. Badania, podstawy budowy i eksploatacji maszyn i urządzeń specjalnych procesów rozdrabniania 2. Zintegrowana inżynieria maszyn i urządzeń procesów rozdrabniania. 
Została pracownikiem naukowym w Politechnice Bydgoskiej im. Jana i Jędrzeja Śniadeckich, oraz należy do Rady Dyscyplin Naukowej - Inżynierii Mechanicznej PBŚ.